# Marktplatz 18 (Bad Kissingen)

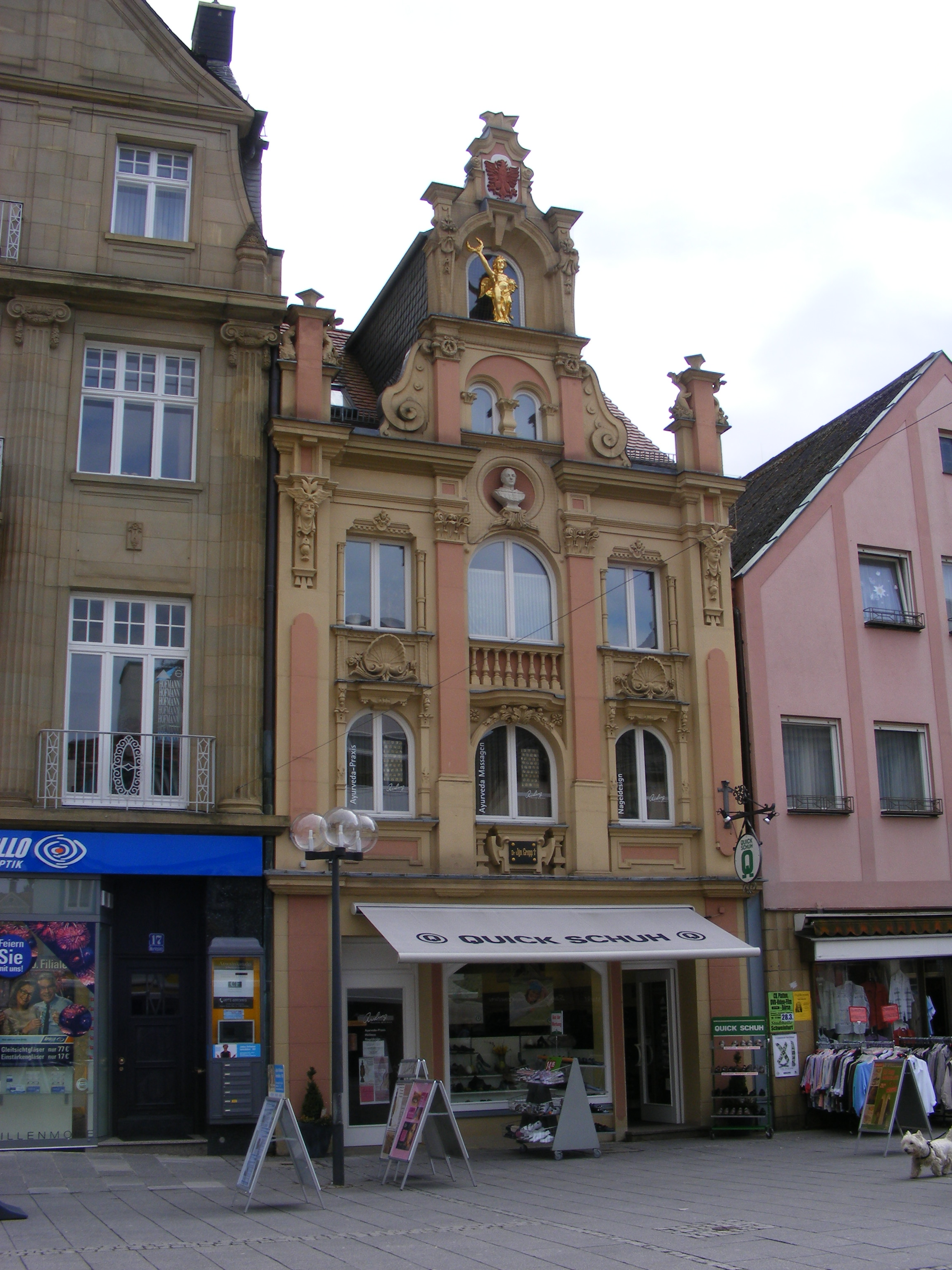
Marktplatz 18 in Bad Kissingen.

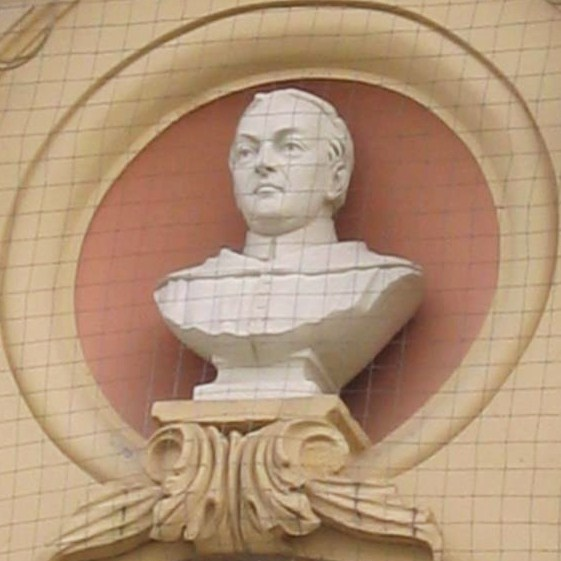
Büste von Ignaz Gropp (Valentin Weidner, 1887).

Das Gebäude Marktplatz 18 in Bad Kissingen, der Großen Kreisstadt des unterfränkischen Landkreises Bad Kissingen befindet sich auf dem Marktplatz des Ortes, gehört zu den Bad Kissinger Baudenkmälern und ist unter der Nummer D-6-72-114-63 in der Bayerischen Denkmalliste registriert.

## Geschichte

### Vor 1897
Am Standort des heutigen Anwesens Marktplatz 18 befand sich das Geburtshaus des 1695 geborenen Geschichtsschreibers und Theologen Ignaz Gropp.
Nach Anregung durch einen Artikel der Neuen Würzburger Zeitung (Ausgabe Nr. 320, 19. November 1886) beschloss der Magistrat am 31. Januar 1887, zu Ehren Gropps eine Gedenktafel anbringen zu lassen. Mit Schreiben vom 23. November 1886 an „Freiherr von Lochner Heußlein, k. b. Hauptmann a. D. und k. b. Kämmerer dahier“ erkundigte sich der Magistrat erfolgreich nach dem Standort von Gropps einstigem Geburtshaus. Auf Anfrage des Magistrats bestätigte der kgl. Realschullehrer Michael Stöger die gemachten Angaben.
Für die Gedenktafel wurde die Zustimmung der Eigentümerin Anna Ziegler eingeholt; als ausführender Künstler wurde der Bad Kissinger Bildhauer Valentin Weidner beauftragt. Unter Berichterstattung der örtlichen Saale-Zeitung wurde die Gedenktafel am 25. Mai 1887 angebracht.

### Heutiges Anwesen
Im Jahr 1897 wurde durch den Würzburger Architekten Karl Weinschenk ein Neubau ausgeführt. Es entstand das heutige, im flämisch-barocken Stil gehaltene Gebäude mit Gründerzeit-Fassade und in barockisierender Hausteingliederung. Die für Bad Kissingen untypische Üppigkeit des Dekors findet sich neben dem Anwesen Marktplatz 18 in den Anwesen Haus Messerschmitt (Am Kurgarten 2) und Kurhausstraße 27 wieder, die ebenfalls von Karl Weinschenk erbaut wurden.
Die allem Anschein nach neue Besitzerin des Anwesens, Kunigunde Grasberger, beantragte die Schaffung einer neuen Gedenktafel aus schwarzem Marmor und mit goldenen Buchstaben und  die Anfertigung einer Gropp-Büste für die Außenfassade des Hauses. Als Vorlage für die Büste sollte das im Rathaus befindliche Gropp-Porträt dienen.
Kunigunde Grasberger hielt sich an die Vorgabe des Magistrats, Weidners Gedenktafel im Inneren des Hauses anzubringen, aber nicht in Bezug auf die Gestaltung des Textes. Mit der Anfertigung der Büste wurde erneut Weidner beauftragt. Büste und neue Gedenktafel befinden sich heute an der Außenfassade des Hauses; die Gedenktafel erweckt mit dem Kreuz neben Gropps Namen fälschlicherweise den Eindruck, Gropp sei hier gestorben.
Bereits in den 1890er Jahren wurde mit der Rheinischen Weinhalle ein Gasthaus im Anwesen eröffnet. Die Gaststätte wurde später zunächst in Fürstendiele umbenannt und hieß dann bis zur Schließung im Jahr 1996 Frankenstube. Als Bad Kissingen im Jahr 1937 Garnisonsstadt wurde, wurde die Frankenstube verstärkt von Soldaten aufgesucht. Nach dem Krieg trat unter Betreiber Fritz Wendel, dem auch die Bockleter Stuben in der Grabengasse 7 gehörten, eine Damen-Kapelle in der Frankenstube auf; in den 1960er Jahren richtete das Gastwirtsehepaar Hannes und Elvira Gerlach ein Schnellimbiss nach amerikanischem Vorbild ein. Nach Schließung der Frankenstube im Jahr 1996 wurde in dem Anwesen ein Schuhgeschäft eröffnet.